# Shanghai
Shanghai (上海 în chineză, pronunție chineză: [ʂâŋ.xài]  ascultă pronunția în chineza mandarină (ajutor·info), pronunție românească [ʃanhaɪ]) este cel mai mare oraș din China și un centru important comercial în Asia. Orașul are o populație de peste 30 milioane de locuitori. Alături de Shenzhen și Guangzhou, este motorul economic al Chinei. Shanghai a început să se dezvolte de la începutul aniilor '90, iar astăzi este drept cunoscut ca "Perla Orientului" și este orașul cel mai bine dezvoltat la capitolul viață, entertainment, sănătate și educație.
Conform unei analize realizată de Global Demographic, ce a vizat nivelul de creștere a populației și densitatea locuitorilor, în 2016, Shanghai a fost pe locul al patrulea în lume. De asemenea, o analiză publicată de Culture Trip în 2016, arată că marea metropolă face parte din primele zece cele mai moderne orașe din lume.

## Originea numelui
Cuvântul "Shanghai" este pronunțat deseori greșit ca /ʃɑ̃.gaj/, deși ar trebui pronunțat /ʂɑŋ.xaɪ/, deoarece g nu se pronunță, iar h se pronunță ca jota spaniolă).
În dialectul vorbit în Shanghai, numele orașului este Zanhe/zɑ̃hE/.
Numele are mai multe abrevieri:
- Hu (滬 ou 沪), ceea ce înseamnă « palisadă din bambus folosită pentru a pescui pești »
- Shen (申) : în timpul perioadei regatelor luptătoare, regele Gaoli din regatul Chu (楚考烈王) a dăruit un domeniu lui Huang Xie (黃歇), numit și seniorul Chunshen (春申君). Acest domeniu era situat în apropierea actualului Shanghai.

În traducere, Shanghai înseamnă « la mare ».

## Istorie

### Origini
Shanghai nu s-a numit întotdeauna astfel. Până la dinastia Sui, era numit satul Huating (華亭鎮). Sub dinastia Tang, a devenit prefectura Huating, înainte de a i se da numele actual sub dinastia Song.
Dată fiind amplasarea sa strategică, la vărsarea fluviului Yangtze în Marea Chinei de Est, și vecinătatea cu orașe cu o bogată tradiție meșteșugărească (Suzhou, Hangzhou), Shanghai a devenit rapid un important oraș comercial.

### Ocupația străină
Cu toate acestea, orașul s-a dezvoltat din punct de vedere economic de-abia după Războiul opiumului și ocupația străină asupra sa.
În timpul primului război al opiumului, forțele britanice au ocupat, temporar, orașul. Războiul s-a terminat în 1842, prin Tratatul de la Nankin, care stabilea deschiderea pentru comerț a porturilor chinezești, printre care și Shanghai. Prin Tratatul Bogue, în 1843, și Tratatul sino-american de la Wangxia, în 1844, anumite națiuni străine au avut dreptul să se stabilească pe teritoriul Chinei: este începutul concesiunilor străine.
Odată cu Rebeliunea Taiping, în 1850, Shanghai a fost ocupată de o triadă asociată acestei mișcări, numită "Societatea Săbiilor Mici". Deoarece războiul continua în provincie, mulți chinezi s-au refugiat în oraș, deși teoretic acest lucru era interzis. În 1854 au fost introduse legi noi, care permiteau chinezilor să cumpere terenuri în oraș, ceea ce a provocat o explozie imobiliară. În același an a avut loc prima reuniune a Consiliului Municipal din Shanghai, care trebuia să administreze concesiunile străine. În 1863, colonia americană și cea britanică s-au unit pentru a forma Concesiunea Internațonală, iar francezii au creat Concesiunea franceză.
Jocurile de noroc, drogurile și prostituția sunt atunci cele mai importante activități ale orașului, ceea ce i-a adus supranumele de "cel mai mare bordel al lumii". Cel mai cunoscut șef al Mafiei din acea vreme, Du Yuesheng, își conducea afacerile colaborând cu poliția concesiunii franceze.
După războiul sino-japonez din 1894-95, Tratatul de la Shimonoseki va permite japonezilor să se adauge forțelor ocupante. Ei au creat în Shanghai primele uzine din oraș.
Această perioadă a marcat profund identitatea culturală a orașului, contribuind în anii 20-30 la înflorirea artelor, cinematografului, teatrului și la crearea primului grup chinez de jazz. Cântăreața și actrița Zhou Xuan este, fără îndoială, cea mai emblematică figură a epocii. Tot în Shanghai a fost creat Partidul Comunist Chinez, în 1921, și au fost organizate primele greve muncitorești.
Sub Republica Chinei, Shanghai a devenit oraș special, în 1927, și municipiu, în mai 1930. Orașul era, în acel moment, centrul financiar al Asiei, unde dolarii mexicani erau tranzacționați în masă după criza bursieră din 1929. Marina japoneză a bombardat orașul pe 28 ianuarie 1932. Versiunea oficială era că bombardamentele au avut loc pentru a reprima protestele studențești iscate după Incidentul Manciuriei. Japonezii au pierdut controlul asupra orașului după Bătălia de la Shanghai din 1937.
În timpul celui de-Al Doilea Război Mondial, Shanghai a devenit un centru pentru refugiații din Europa, fiind singurul oraș deschis necondiționat pentru evrei. Cu toate acestea, sub presiunea aliaților naziști, japonezii au pus toți evreii într-un ghetou mizer în 1941.

### Instaurarea comunismului
Când la putere a ajuns Partidul Comunist Chinez, orașul a fost considerat un simbol al capitalismului și a intrat într-o perioadă de „hibernare”, fiind aproape uitat de toată lumea. În urma reformelor lui Deng Xiaoping, orașul a fost pus din nou în valoare.

### "Perla Orientului" renaște
Într-un deceniu, "Perla Orientului" a redevenit un centru economic de primă mână. În 2005, 20% din producția industrială a Chinei a provenit din Shanghai. Orașul dorește astăzi să devină centrul financiar al Chinei.
Pe 26 februarie 2002, Chen Liangyu (46 ani) a fost ales ca primar al orașului de către delegații la cea de-a cincea sesiune a celui de-al unsprezecelea Congres al poporului. A devenit apoi  secretar al organizației de partid din oraș, înlocuindu-l pe Huang Ju. Acest post important este, de obicei, însoțit de un loc în Biroul politic al Partidului. Acest lucru s-a întâmplat și cu Chen Liangyu la cel de-al XVI-lea congres al Partidului Comunist Chinez.
Pe 3 decembrie 2002, Shanghai a fost desemnat să organizeze Expoziția Universală 2010, care va avea loc pentru prima dată după 151 de ani, într-o țară în curs de dezvoltare.

## Economie
Shanghaiul este centrul financiar și economic al Chinei, deși a început reforme economice abia în 1992, aproximativ 10 ani după alte orașe sau provincii chinezești.
Este poarta Chinei către lume, aici aflandu-se cel mai mare port de containere din lume.

### Programul oficial de dezvoltare
Înainte de 1992, majoritatea fondurilor orașului mergeau la Beijing, capitala republicii, în timp ce Shanghaiul era un oraș relativ nedezvoltat și sărac. Pe 5 august 2002, noul primar al orașului, Chen Liangyu a declarat că dorește "să facă din oraș, în următorii 3 ani, placa turnantă a pietei financiare interne a Chinei, a circulației de capitaluri și a gestiunii de fonduri, precum și unul din centrele financiare importante pe plan mondial, pentru cel puțin 10 sau 20 de ani."
În ziua de astăzi, orașul contribuie cu aproximativ de 20-25% la bugetul național total, fiind acum cel mai dezvoltat oraș din China și printre cele mai bogate. PIB-ul pe cap de locuitor este în jur de 18,000 euro, cam la aproximativ același nivel ca Portugalia și de aproximativ trei ori și jumătate mai mare ca PIB-ul pe locuitor a Chinei. Ritmul creșterii economice este fenomenal: peste 15% anual (față de aproximativ 9% pentru întreaga țară).
Cererea de curent electric crește la o rată atât de mare, încât orașul are pene de curent în mod frecvent.
O altă problemă de care se plâng oamenii de afaceri este infrastructura de Internet, care, deși se extinde rapid, nu face față cererii imense datorate de economia digitală.

### Construcțiile

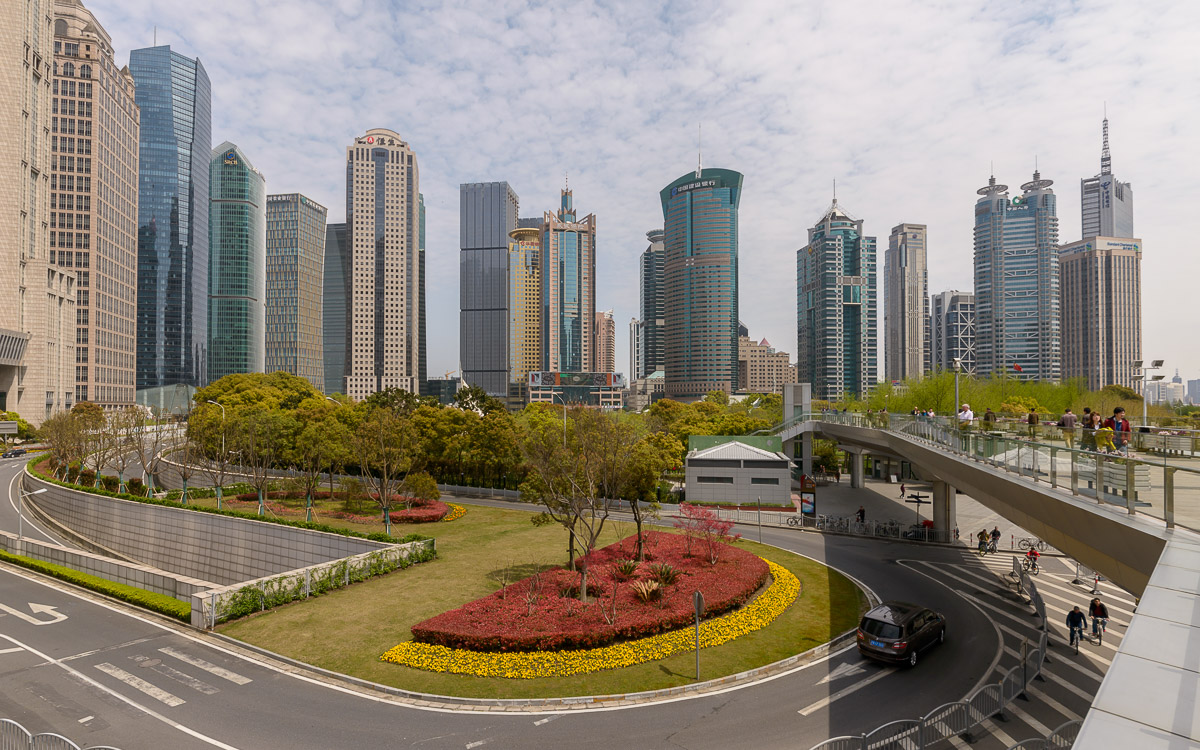
Clădiri în Pudong,Shanghai

Shanghai este cel mai mare șantier urban de construcții din lume. O machetă gigant a orașului este vizibilă într-o clădire specială din Piața Poporului. La ora actuală, orașul se mândrește deja cu peste 640 de zgârie-nori, în timp ce alți 300 sunt în construcție, majoritatea în noul cartier Pudong.
În 2007, Shanghai va avea al doilea zgârie-nori ca înălțime din lume, dupa Taipei 101, și anume Shanghai World Financial Center cu 492m.
Cartierul ultramodern Pudong găzduiește industrii de vârf (microelectronică și biotehnologie) alături de numeroase instituții financiare (de unde și sumedenia de zgârie-nori). Aici, arhitectura modernă are un stil unic, mai ales la etajele superioare, unde există mai multe resturante asemănătoare cu niște farfurii zburătoare.
Totuși, trebuie precizat că rata de ocupare a birourilor din oraș este destul de scăzută.

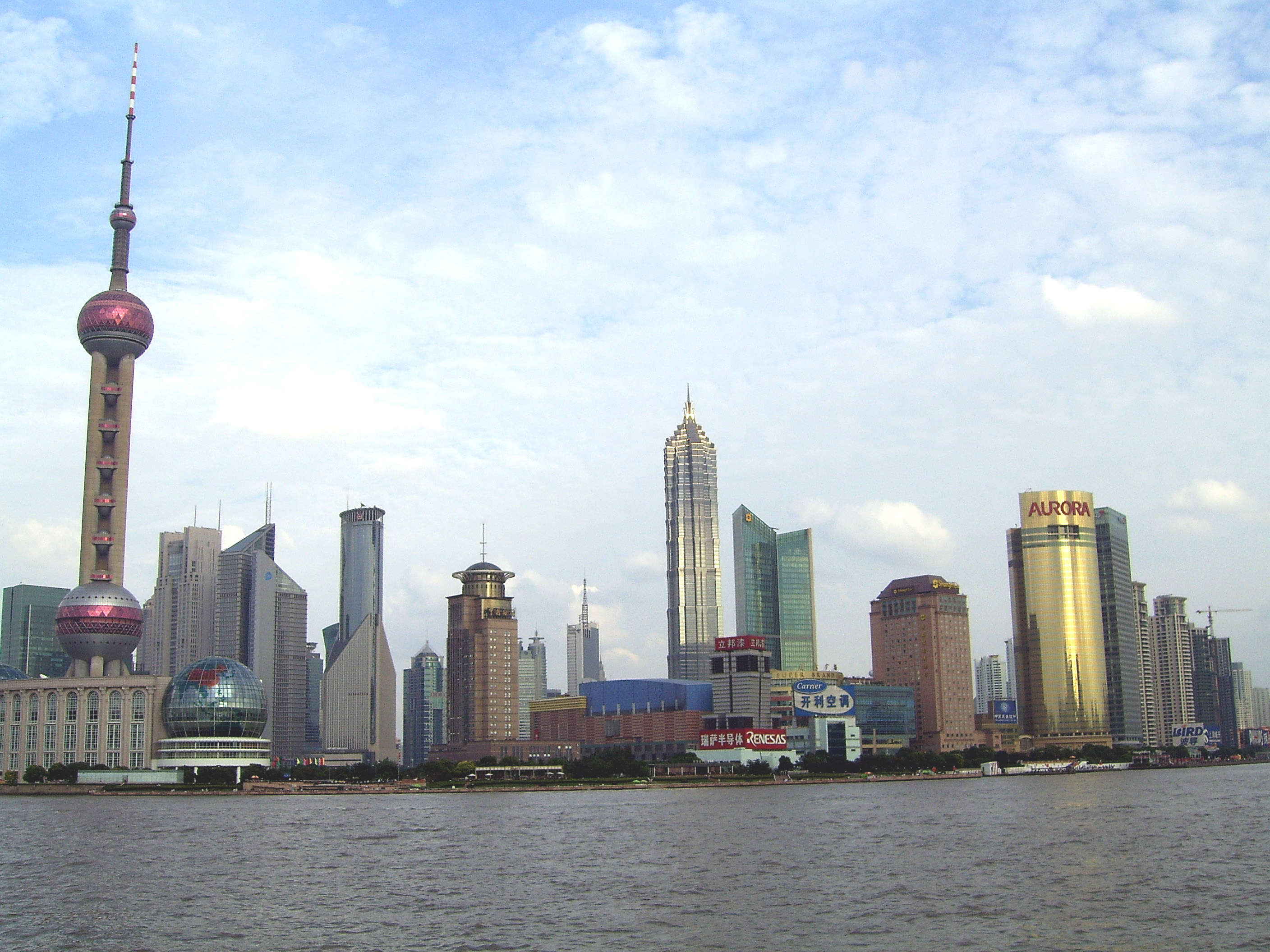
Cartierul Pudong
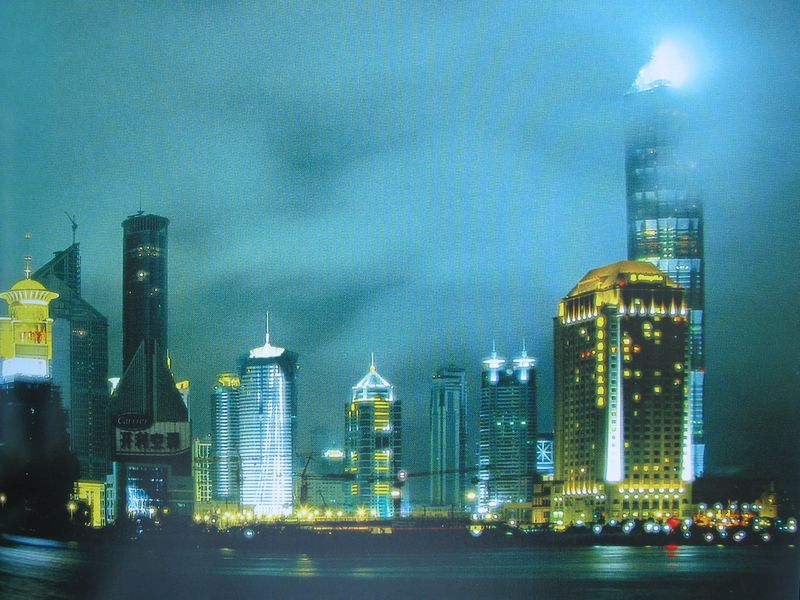
Zgârie-nori în Pudong
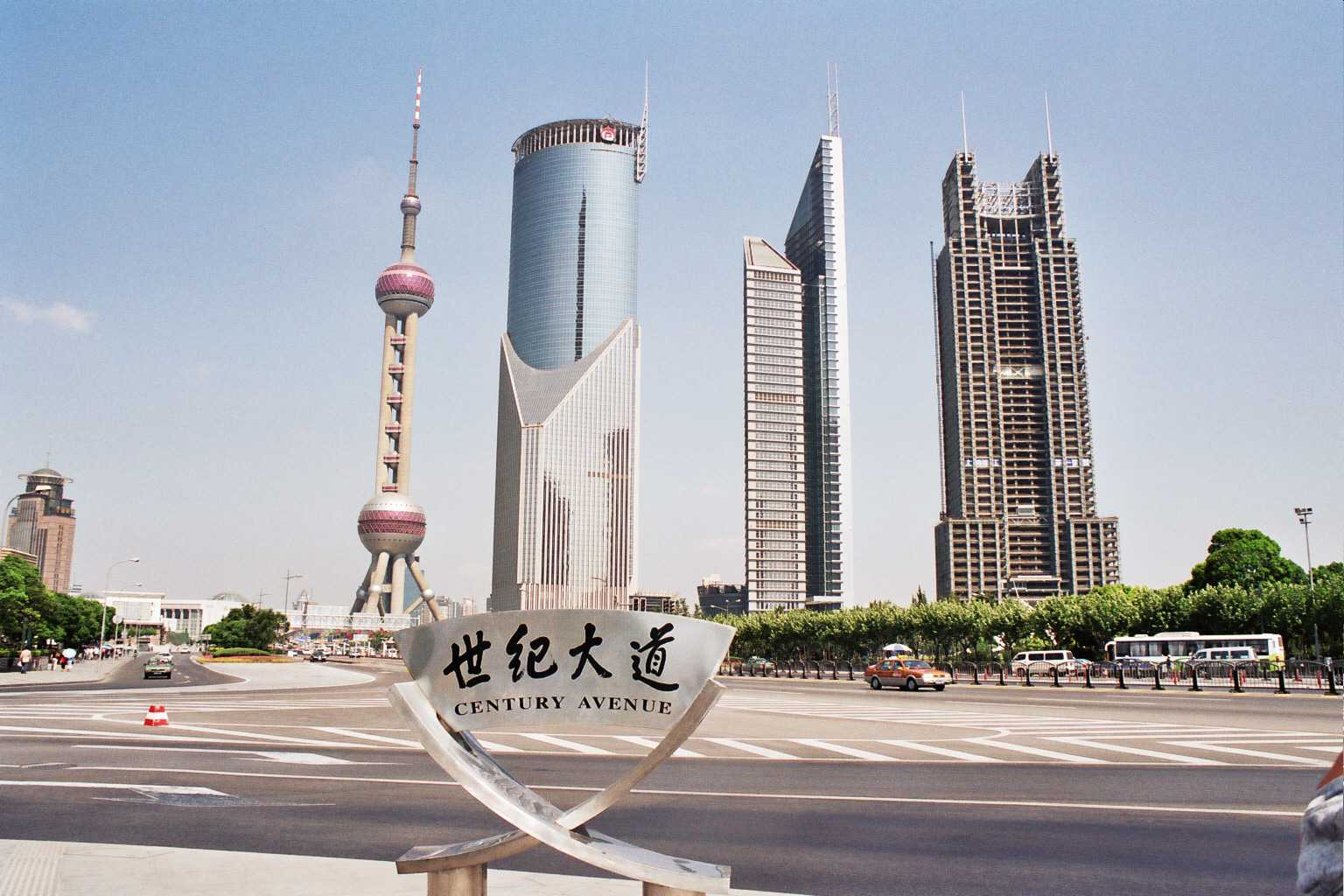
Zgârie-nori în Pudong
Skyline al cartierului Lujiazui
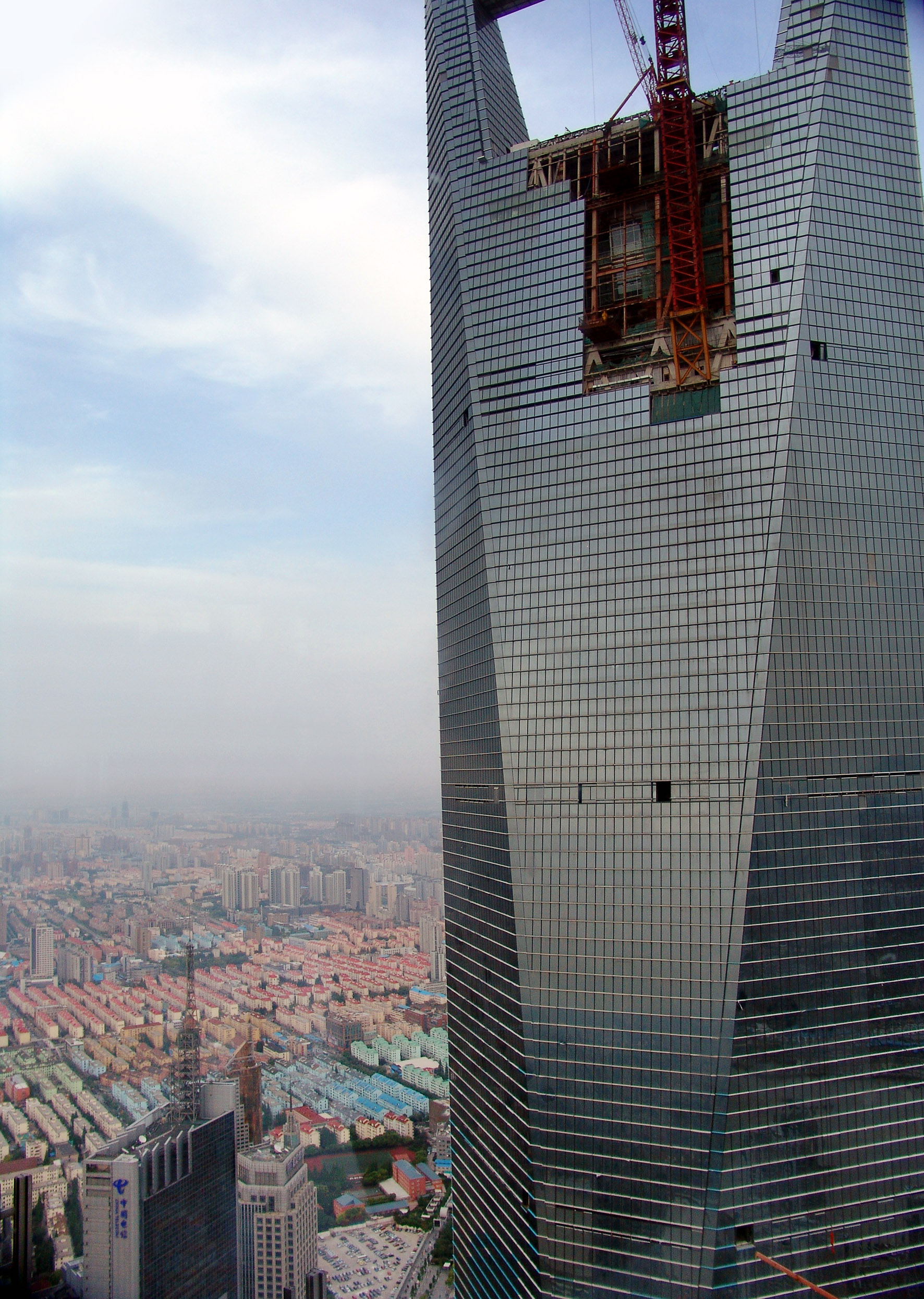
Shanghai World Financial Center
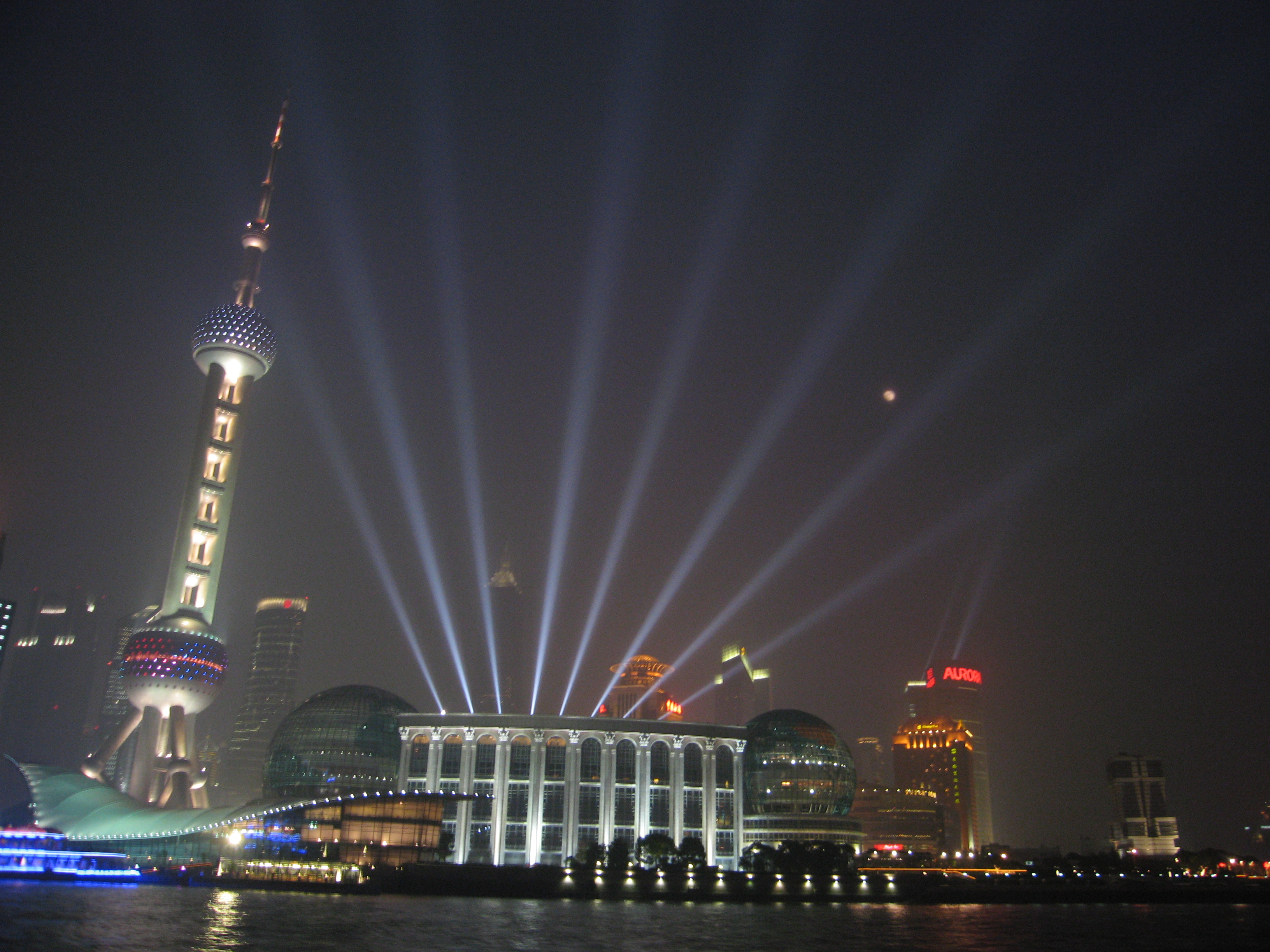
Bulevardul Nanjing noaptea
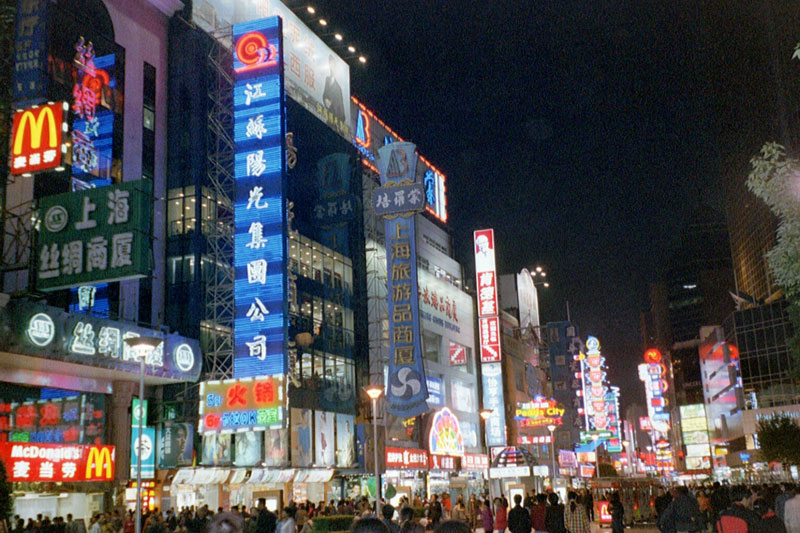
Bulevardul Nanjing noaptea
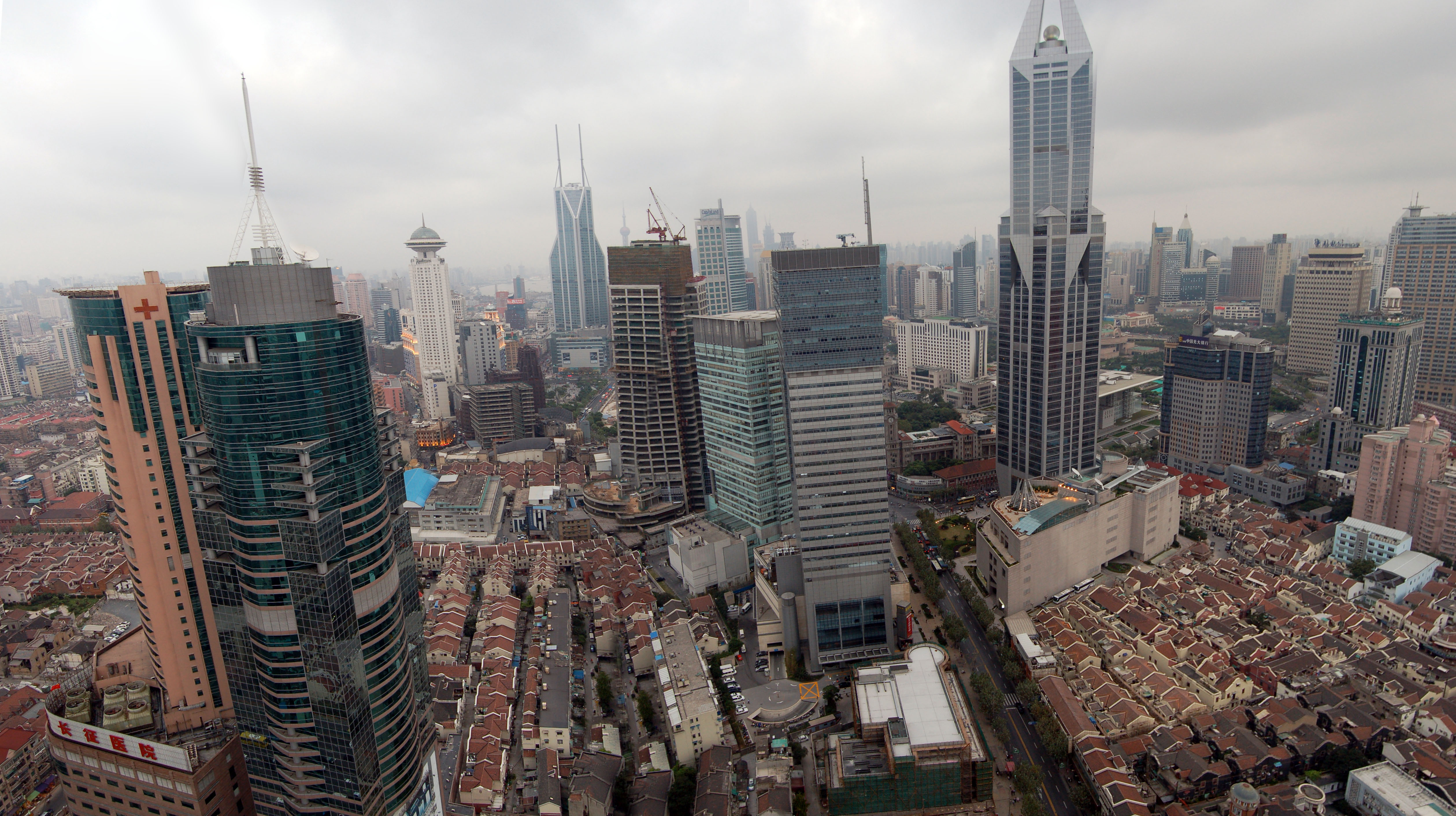
Zgârie-nori în Puxi

## Transport
Shanghaiul are un sistem de transport în comun excelent. În oraș sunt peste 1.000 de linii de autobuz. Metroul din Shanghai transportă peste 10 milioane de pasageri pe zi și este sistemul cel mai mare de tranzit rapid din lume din punct de vedere al lungimii, în 2019 având 676 de kilometri.
La Shanghai se intersectează trei linii majore de cale ferată: Beijing-Shanghai (京滬), Shanghai-Hangzhou (滬杭) și Xiaoshan-Ningpo (蕭甬 xiao1 yong3).

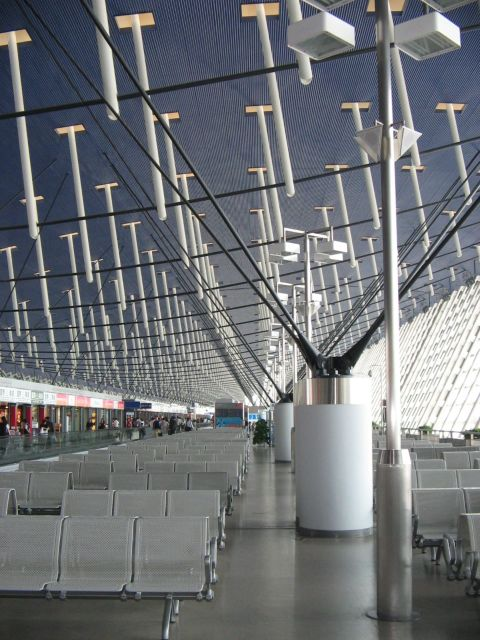
Sala de aşteptare, Aeroportul Internaţional Pudong
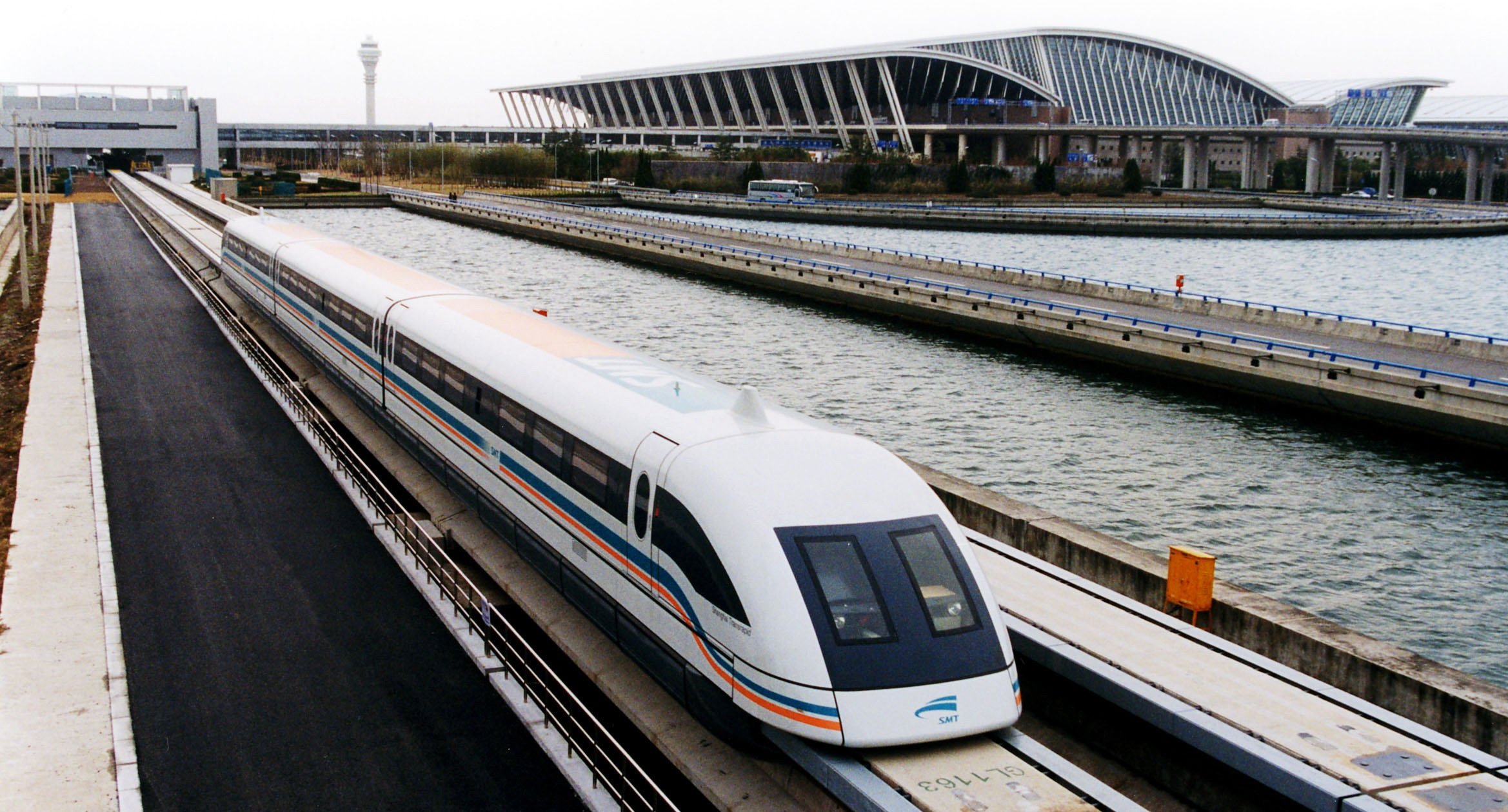
Transrapid la aeroport
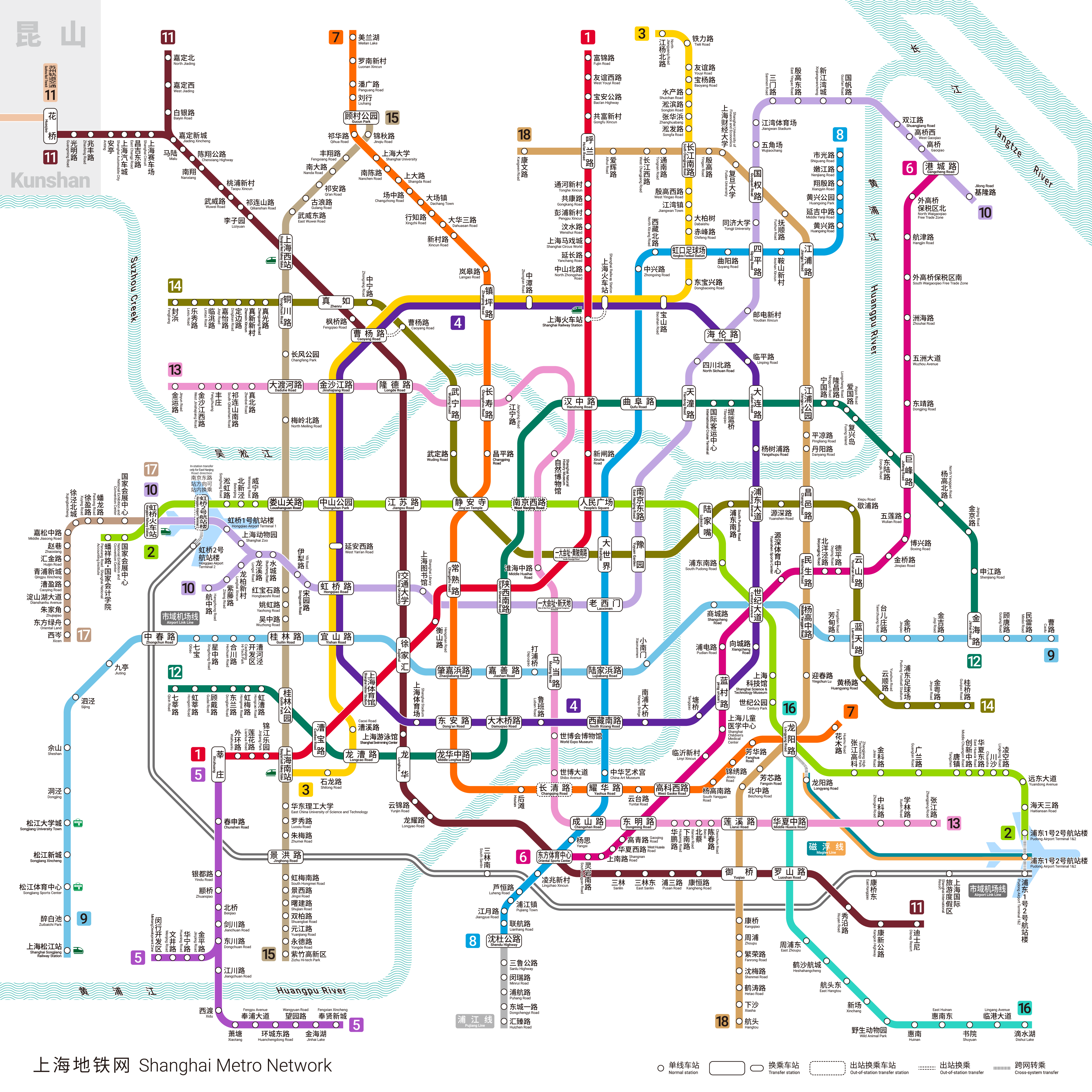
Schema schemei rețelei de metrou Shanghai

Orașul a și fost primul din lume cu un serviciu de tren de tip Maglev (levitație magnetică), care în prezent face legătura între Aeroportul Internațional Pudong și gara Long Yang în doar 8 minute pentru o distanță de 30 km. Maglevul a fost construit de Transrapid, o companie europeană din Germania, creată de Siemens și ThyssenKrupp.

### Aeroportul
Shanghaiul are două aeroporturi: Pudong și Honggiao.
Noul aeroport Pudong, inaugurat în 1999, dispune, deocamdată, doar de un singur terminal și două piste, dar, în viitor, va putea primi 80 de milioane de pasageri anual, dispunând de patru piste și patru terminale. Cea de-a doua companie aeriană chineză ca mărime (China Eastern) își are baza pe acest aeroport.

### Portul
După ce a depășit portul din Rotterdam, în 2003, cel din Hong Kong, în 2004, și cel din Singapore, în 2005, Shanghai este, mulțumită dinamismului Chinei, cel mai mare port al lumii. În același timp, este deja foarte aglomerat, având o rată de creștere a traficului de 30 % anual.
Deoarece vechiul port nu se mai putea extinde, în 2000/2001 s-a decis construirea unui nou port în apa adâncă de lângă insulele Yangshan, în largul orașului. Acest port urmează să fie legat de cartierul Guoyuan printr-un pod gigantic —  podul Donghai, la cei 32,5 kilometri ai săi cel mai lung din lume. Podul va avea nu mai puțin de 470 de picioare, dintre care unele puse la o adâncime de 100 de metri, și va costa 14-15 miliarde de euro.

## Universități
Shanghai găzduiește unele din cele mai importante și vechi universități din China. 

### Naționale
- Universitatea Jiao Tong din Shanghai (上海交通大学) (founded in 1896)
  - Școala medicală a universității Jiao Tong din Shanghai (fosta A doua universitate medicală din Shanghai, fondată în 1896) (上海交通大学医学院, 原上海第二医科大学)

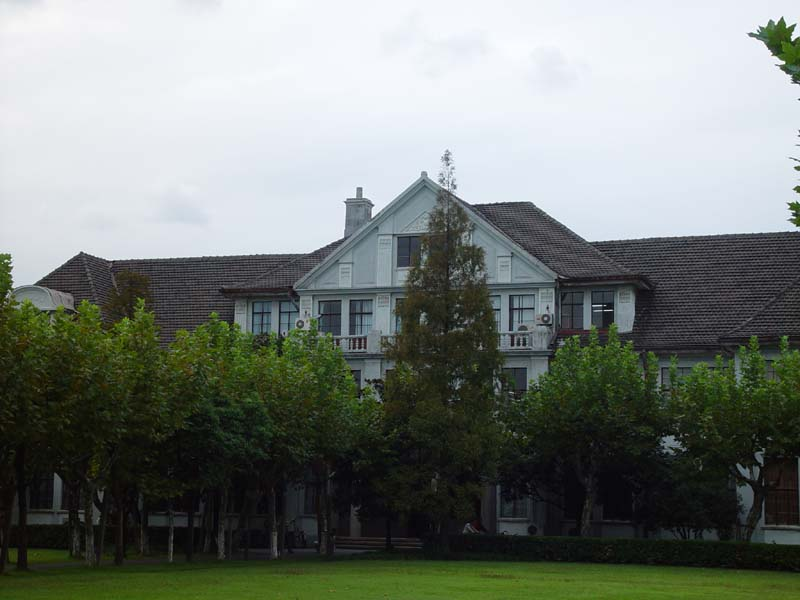
Universitatea Fudan, departamentul de matematică

- Universitatea Fudan (复旦大学) (fondată în 1905)
  - Colegiul medical al universității Fudan (fosta Universiatate medicala din Shanghai, fondată în 1927) (复旦大学上海医学院, 原上海医科大学医学院）
- Universitatea Tongji (同济大学) (fondată în 1907)
- Universitatea normală a estului Chinei (华东师范大学)
- Universitatea de știință și tehnologie a Estului Chinei (华东理工大学)
- Universitatea de politică și drept a Estului Chinei (华东政法学院)
- Universitatea Donghua (东华大学)
- Universitatea de studii internaționale din Shanghai (上海外国语大学)
- Universitatea de finanțe și economie din Shanghai (上海财经大学)
- China Europe International Business School (中欧国际工商学院)

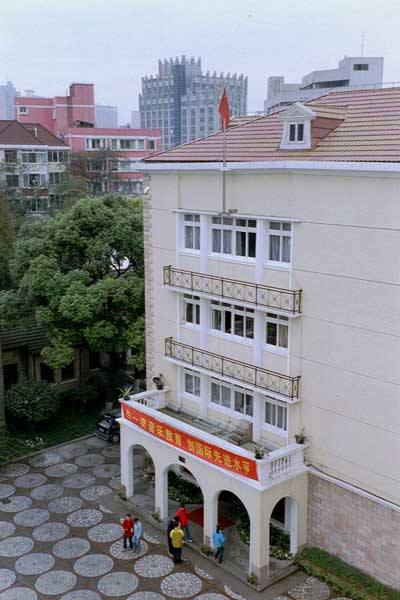
Conservatorul din Shanghai

### Publice
- A doua universitate militară de medicină (第二军医大学)
- Universitatea pedagogică din Shanghai (上海师范大学)
- Conservatorul din Shanghai (上海音乐学院)
- Academia de teatru din Shanghai (上海戏剧学院)
- Universitatea din Shanghai (上海大学)
- Universitatea maritimă din Shanghai (上海海运学院)
- Universitatea de transporturi din Shanghai (上海交通大学)
- Universitatea de energetică din Shanghai (上海电力学院)
- Universitatea de știință și tehnologie din Shanghai (上海理工大学)
- Universitatea de inginerie din Shanghai (上海工程技术大学)
- Institutul tehnologic din Shanghai (上海应用技术学院)
- Universitatea de piscicultură din Shanghai (上海水产大学)
- Institutul de comerț exterior din Shanghai (上海对外贸易学院)
- Institutul de educație fizică din Shanghai (上海体育学院)
- Universitatea de comerț Shanghai Lixin (上海立信会计学院)

### Private
- Universitatea Shanda (上海杉达学院)

## Orașe înfrățite
Shanghai este înfrățit cu următoarele orașe:
| - Yokohama, Japonia - 1973 - Osaka, Japonia - 1974 - Milano, Italia - 1979 - Rotterdam, Olanda - 1979 - San Francisco, Statele Unite ale Americii - 1979 - Prefectura Osaka, Japonia - 1980 - Zagreb, Croația - 1980 - Hamhung, Coreea de Nord - 1982 - Manila, Filipine - 1983 - Antwerp, Belgia - 1984 - Karachi, Pakistan - 1984 - Chicago, Statele Unite ale Americii - 1985 - Montreal, Canada - 1985 - Piraeus, Grecia - 1985 - Gdansk, Polonia - 1985 - Prefectura Nagasaki, Japonia - 1986 - Hamburg, Germania - 1986 - Casablanca, Maroc - 1986 - Göteborg, Suedia - 1986 - Marseille, Franța - 1987 - São Paulo, Brazilia - 1988 - Sankt Petersburg, Rusia - 1988 - Istanbul, Turcia - 1989 - Ho Chi Minh, Vietnam - 1990 - Alexandria, Egipt - 1992 - Busan, Coreea de Sud - 1993 - Port Vila, Vanuatu - 1994 - Dunedin, Noua Zeelandă - 1994 - Haifa, Israel - 1994 - Tashkent, Uzbekistan - 1994 |  | - Porto, Portugalia - 1995 - Aden, Yemen - 1995 - Windhoek, Namibia - 1995 - London, Marea Britanie - 1996 - Santiago de Cuba, Cuba - 1996 - Rosario, Argentina - 1997 - Espoo, Finlanda - 1998 - Jalisco, Mexic - 1998 - Liverpool, Marea Britanie - 1999 - Maputo, Mozambic - 1999 - Dubai, Emiratele Arabe Unite - 2000 - Chiangmai, Thailanda - 2000 - KwaZulu Natal, Africa de Sud - 2001 - Guayaquil, Ecuador - 2001 - Valparaíso, Chile - 2001 - Barcelona, Spania - 2001 - Oslo, Norvegia - 2001 - Constanța, România - 2002 - Alger, Algeria - 2003 - Colombo, Sri Lanka - 2003 - Aarhus, Danemarca - 2003 - Bratislava, Slovacia - 2003 - Districtul Hauraki, Noua Zeelandă - 2003 - Salzburg, Austria - 2004 - Lefkosia, Cipru - 2004 - Cork, Irlanda - 2005 - Winston-Salem, Statele Unite ale Americii - 2006 - Basel, Elveția - 2007 - Nizhnevartovsk, Rusia - 2007 - Borås, Suedia - 2007 - Sarajevo, Bosnia și Herțegovina - 2008 |

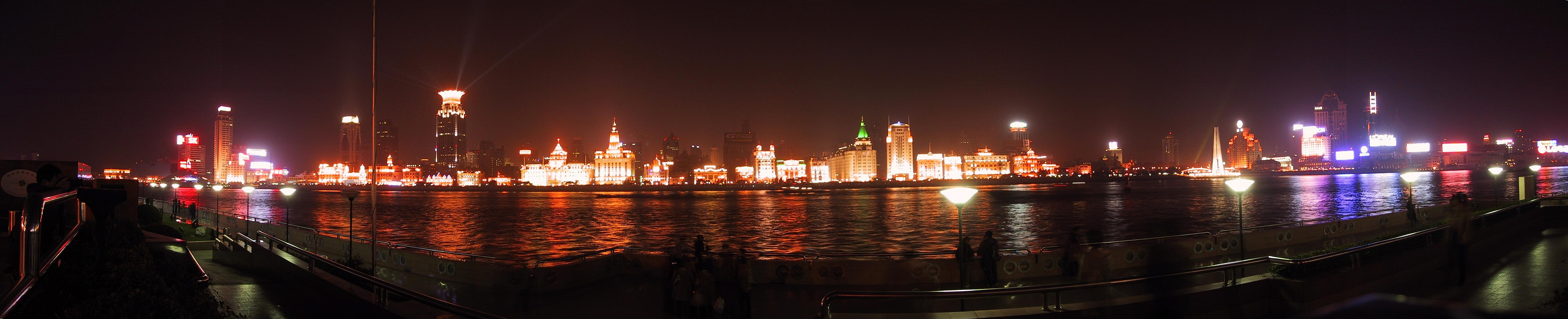
Panorama de pe "Bund", văzută din Pudong